# Hans Schulze (Wasserballspieler)
Hans Schulze (* 25. August 1911 in Magdeburg; † 26. Januar 1992 in Wuppertal) war ein deutscher Wasserballspieler.
Schulze gab sein Debüt in der deutschen Wasserballnationalmannschaft bei der Europameisterschaft 1931, als er mit der Mannschaft die Silbermedaille gewann. In den folgenden Jahren gehörte er auch zu den Aufgeboten bei den Olympischen Spielen 1932 und 1936 sowie bei den Europameisterschaften 1934 und 1938, bei denen er mit der deutschen Mannschaft jeweils Silber hinter den Ungarn gewann. Insgesamt spielte Hans Schulze in über 100 Länderspielen für Deutschland, davon elf bei Olympischen Spielen. Noch bei den Olympischen Spielen 1952 stand er als Ersatzmann bereit. 1956 und 1960 betreute Schulze dann die deutsche Mannschaft als Trainer bei den Olympischen Spielen.
Im Verein spielte Schulze zuerst beim Magdeburger Schwimmclub von 1896 und später beim SV Ludwigsburg 08.
Er war Mitglied der SS (SS-Nummer 177.072) und erreichte zum 1. Januar 1945 den Rang eines Hauptscharführers.